# Baccharis latifolia
Baccharis latifolia, conocida popularmente como chilca o chilco, es una especie del género Baccharis abundante en Sudamérica: Bolivia, Ecuador, Colombia, Argentina, Perú, Uruguay y Chile.

## Descripción
Árbol o arbusto de rápido crecimiento que puede alcanzar 2 m de altura y hasta 3 m de ancho, de aspecto glabro con ramas verticiliadas. Las hojas, de 10 a 20 cm de largo, son elípticas u oblongo lanceoladas, enteras, acuminadas, coriáceas y brillantes, peciolo de unos 4 mm de largo. La inflorescencia surge de las axilas de las ramas. Numerosas flores pentámeras muy pequeñas, cáliz con dientes desiduos y pétalos blancos de forma abovada. El fruto es una cápsula ovoide.

Las semillas son oblongas, con arilo blanco.
Se suele utilizar en jardinería para formar cercas vivas, para fijar suelos en laderas y terrazas. La madera se utiliza para leña. Tiene propiedades medicinales.
"La Baccharis latifolia  ha llamado la atención de cuantos se han preocupado por los productos vegetales de Colombia. En la antigüedad, cuando los colores de las anilinas no se habían inventado y era muy difícil dar color verde a las telas porque la naturaleza casi no facilita otros estables que el rojo, el amarillo, el azul, el negro, que no siempre se podían combinar a causa del carácter químico de los extractos. Pero los indígenas tenían el secreto de la coloración verde en esta planta paramuna".

## Taxonomía
Baccharis juncea fue descrita por (Ruiz y Pavón) Pers. y publicado en Synopsis Plantarum 2: 424. 1807.
Etimología
Baccharis: nombre genérico que proviene del griego Bakkaris dado en honor de Baco, dios del vino, para una planta con una raíz fragante y reciclado por Linnaeus.
latifolia: epíteto latíno que significa "con hojas anchas".
Sinonimia
- Baccharis floribunda Kunth
- Baccharis polyantha Kunth
- Baccharis polyantha var. macrophylla Hieron.
- Baccharis polyantha f. polyantha
- Baccharis polyantha var. polyantha
- Baccharis riparia Kunth
- Molina latifolia Ruiz & Pav.
- Pingraea latifolia (Ruiz & Pav.) F.H.Hellw.
- Pluchea glabra Griseb.
- Vernonia otavalensis Gilli[6]

## Importancia económica y cultural

### Usos
- Farmacológica: Es una planta que cuenta con propiedades medicinales utilizada desde los primitivos pueblos de América. La infusión de sus hojas se usa para la diarrea verde de los niños. Sus hojas se aplican sobre sitios correspondientes a fracturas óseas, para desinflamar y ayudar a la consolidación.  Las hojas aplicadas en forma de cataplasma sirven para calmar los dolores reumáticos y de la cintura, es también preconizada en afecciones bronquiales y pulmonares.[2]
- Forestal: Uso como cercas naturales para la delimitación de espacios de cultivos, madera para la construcción de casas y leña.
- Industrial: . En la antigüedad, cuando los colores de las anilinas no se habían inventado y era muy difícil dar color verde a las telas porque la naturaleza casi no facilita otros estables que el rojo, el amarillo, el azul, el negro, que no siempre se podían combinar a causa del carácter químico de los extractos. Pero los indígenas tenían el secreto de la coloración verde en esta planta paramuna.[2]

## Nombres comunes
- Chillka,[7] tsillka (en lengua quechua de Áncash),[8] chilca negra, chilca blanca, ancochuta del Perú o Estiranervios del Perú[9]